# Campeonato Maranhense de Futebol de 1944
O Campeonato Maranhense de Futebol de 1944 foi a 23º edição da divisão principal do campeonato estadual do Maranhão. O campeão foi o Moto Club que conquistou seu 1º título na história da competição. O artilheiro do campeonato foi Pepê, jogador do Moto Club, com 16 gols marcados.

## Premiação
| Campeonato Maranhense de 1944 |
| São Luís                      |
| ----------------------------- |
| Moto Club Campeão (1º título) |